# S Doradus
S Doradus è una delle stelle più luminose della Grande Nube di Magellano, una galassia satellite della Via Lattea. Si tratta di una stella supergigante ed è una delle stelle più luminose conosciute (in alcune rilevazioni superava il tetto di -10 di magnitudine assoluta), ma si trova ad una distanza così grande che è impossibile da vedere ad occhio nudo. 
S Doradus è una stella variabile la cui luminosità varia da 8,6 a 11,7 di magnitudine apparente, ed è il prototipo della classe di variabili S Doradus. La stella è localizzata nella costellazione di Dorado, situata nell'emisfero meridionale celeste.
Alcuni hanno ipotizzato che S Doradus fosse una stella binaria, ma per ora non ci sono dati certi che possano confermare questa ipotesi.
La stella è il prototipo di una particolare specie di variabili, dette appunto variabili S Doradus (queste classi di variabili prendono spesso il nome dalla stella che funge da prototipo, come in questo caso), che prendono anche il nome di LBV, dall'acronimo inglese luminous blue variable, variabile blu luminosa. S Doradus mantiene un lungo periodo di stabilità, per poi cambiare rapidamente di luminosità, andando soggetta ad alcune esplosioni.